# Batlow
Batlow (998 habitants) est un village de la Riverina en Nouvelle-Galles du Sud à 112 kilomètres de Wagga Wagga, à 438 km de Sydney et à 235 de Canberra mais sur le versant ouest de la Cordillère australienne.
L'économie du village repose sur la production de pommes.